# Eremobia
Eremobia is een geslacht van nachtvlinders uit de familie Noctuidae.

## Soorten
- Eremobia ochroleuca (gevlamde grasuil)